# Mbandi II
Mbandi II est un village de la commune de Massock-Songloulou; située dans le département de la Sanaga-Maritime et la région du Littoral au Cameroun. Il est situé sur la route rurale qui lie Kanga à Nyouya, à 14 km de Yoï.

## Population
En 1967, Mbandi II comptait 90 habitants, principalement Bassa.
Lors du recensement de 2005, 125 personnes ont été dénombrées dans les villages de Tomel et Mbandi II.